# Perivaldo
Perivaldo Lúcio Dantas, mais conhecido simplesmente como Perivaldo (Itabuna, 12 de julho de 1953 — Rio de Janeiro, 27 de julho de 2017), foi um futebolista brasileiro que atuava como lateral-direito.
O seu estilo era bastante ofensivo, ficou conhecido pela passada larga, pela grande velocidade e pelos cruzamentos por trás do gol.

## Biografia

### Carreira
Perivaldo, também conhecido como Peri da Pituba, jogou no Itabuna no início da carreira, onde começou no juvenil em 1971.
Após despertar o interesse do Vitória, foi comprado pelo Bahia no início de 1974 por 20 mil cruzeiros. Em junho do mesmo ano, foi emprestado ao Ferroviário, onde se destacou e voltou ao Bahia no início de 1975, se tornando titular absoluto.
Após vencer a Bola de Prata no Campeonato Brasileiro de 1976, foi contratado pelo Botafogo por 2 milhões de cruzeiros no início do ano seguinte, clube onde alcançou projeção nacional no final da década de 1970 e início dos anos 1980. Foi um dos jogadores mais amados pela torcida do Botafogo na sua época, tendo sido lhe dedicados cânticos de apoio como: ''Ohhh Ohhh Cruza a bola Perivaldo que o Miranda mete o gol é isso aí, é um, é dois, é três é quatro é cinco é mil! Quem não gosta do Peri vai pra polícia do Rio!''; ''É é é é é, o Peri bota mesmo é pra ferver!!''. Perivaldo era um jogador com uma dedicação que poucos tinham, era capaz de jogar um clássico carioca no Maracanã na frente de 150.000 pessoas no tempo completo, e no dia seguinte ir treinar no treino coletivo dos jogadores que não atuavam no dia anterior, a sua dedicação era realmente algo excepcional.
Disputava vaga na seleção com outros dois laterais do Rio: Leandro do Flamengo e Edevaldo do Internacional. Peri acabou barrando o segundo. Foi artilheiro do Botafogo em uma temporada e virou cobrador oficial de pênaltis da equipe do Botafogo. A torcida entoava no Maracanã o seguinte grito de guerra: "Não tem Leandro, nem Edevaldo, o lateral da seleção é Perivaldo!". Nessa época, começou a gastar todo seu dinheiro com roupas, bebidas e carros esportivos.
Foi convocado para atuar na Seleção Brasileira no ano de 1981. Jogando pela Seleção, salvou o Brasil de uma derrota contra a Checoslováquia no Morumbi ao conseguir alcançar uma bola e tirar de cima da linha com uma bicicleta fenomenal. Apesar da qualidade, ficou de fora da lista final da Copa do Mundo de 1982.
Em janeiro de 1983, foi comprado pelo Palmeiras por 100 milhões de cruzeiros. Sofreu uma grave lesão durante a pré-temporada, viu Vágner Bacharel ser improvisado na sua posição e seguiu no banco de reservas quando retornou aos gramados. Inconformado com o banco de reservas, pediu para ser negociado. Foram apenas 43 participações pelo Alviverde com 17 vitórias, 19 empates e 7 derrotas.
Foi contratado pelo Bangu, onde exigiu um apartamento na zona sul de Castor de Andrade.
Após um bom período no clube carioca, se transferiu para o Yokung Elephants da Coreia do Sul. Na sua passagem pelo clube, Perivaldo quebrou o contrato com o clube coreano de 2 épocas no final da primeira temporada, sendo este ato bastante prejudicial para a gestão do dinheiro até então ganho na sua carreira. Ainda assim, estável economicamente e com uma grande reputação pelos grandes clubes onde atuou sempre mostrando grande qualidade, Perivaldo rumou a Portugal no intuito de prosseguir a sua carreira por lá, esteve prestes a jogar no Sporting Clube de Portugal, na época sendo treinado pelo técnico Marinho Peres, mas graças à política de apenas 3 jogadores estrangeiros por time, Perivaldo não conseguiu assinar pelos Leões. Entrou no elenco do Louletano e do Torriense, mas também pela cota de estrangeiros, onde ele não era prioridade, ficou eem espaço para jogar futebol e parou. Mesmo assim, decidiu ficar em Portugal.

### Pós aposentadoria
Perivaldo manteve-se por Portugal durante muitos anos, vivendo em Porto Santo (ilha da Madeira), Espinho, na grande cidade de Lisboa, entre outros. Conseguiu emprego como cozinheiro em um hotel de luxo., onde recebia um salário de US$ 4 mil, porém, uma relação amorosa o fez largar tudo.
Perivaldo viveu uma fase conturbada devido à má gestão do dinheiro, empréstimos a amigos, entrou em falência e passou a fazer "bicos", onde entregou até sanduíches a operários na construção civil. Inclusive acabou por virar um morador de rua em Portugal e trabalhar como vendedor na Feira da Ladra em Lisboa.
Após muitos anos vivendo em Lisboa, a história de Perivaldo foi reconhecida na mídia portuguesa e brasileira, pelo humorista Nilton Rodrigues que o encontrou e a entrevista foi publicada no programa "5 para meia noite", na RTP. Uma matéria também foi ao ar no Fantástico, em 2013.
Sensibilizados então com a história de Perivaldo, os responsáveis do SAFERJ (Sindicato de Atletas Futebol do Estado do Rio de Janeiro) vieram a Portugal junto com um dos 11 filhos de Perivaldo para buscar o ex-jogador e levá-lo de volta para o seu país, algo que já desejava faz muito tempo. Perivaldo, de volta ao Brasil, teve a oportunidade de se ''levantar'', e trabalhou como auxiliar ténico no SAFERJ, ajudando vários jogadores com a sua grande história e experiência de vida, pois além da história gigante que fez dentro das 4 linhas, conseguia transmitir uma visão dura de quem esteve em várias posições na vida.

### Morte
Morreu aos 64 anos de idade, em 27 de julho de 2017, em decorrência de uma pneumonia.

## Títulos
Bahia
- Campeonato Baiano: 1975, 1976 e 1977

São Paulo
- Campeonato Paulista: 1981

### Prêmios individuais
- Bola de Prata da revista Placar: 1976, 1981